# Óscar Barreto
Oscar David Barreto Pérez (Bogotá, Colombia, 28 de abril de 1993) es un futbolista colombiano. Juega como extremo derecho y su equipo actual es el Unión Magdalena de la Categoría Primera A de Colombia.

## Trayectoria

### Inicios
Hizo sus inicios en una escuela del Padre Alirio López, luego pasó a la desaparecida Academia Compensar donde hizo un gran proceso en las divisiones menores hasta que quedó libre porque su biotipo no era del gusto de los técnicos. Continuó su formación en el Club Ecopetrol donde logró mostrarse en torneos nacionales juveniles; de esta manera es solicitado por el Club Seguros La Equidad para que haga parte de sus divisiones inferiores, terminando su proceso y luego haciendo parte del plantel profesional.

### La Equidad
Para el 13 de marzo de 2014 debuta como futbolista profesional con Los Aseguradores en un partido en la ciudad de Manizales frente al Once Caldas el partido terminaría 0-0; Al culminar diciembre de 2014 sus estadísticas en su primer año como profesional fueron de 33 partidos en los que anotó 5 goles.

Para el 2015 ya consolidado como titular indiscutible del equipo de Sachi Escobar juega 39 partidos en los que anota 3 goles.

### Millonarios
El 15 de diciembre de 2015 tiene su revancha con el club embajador cuando se oficializa como nuevo jugador de Millonarios para el 2016, club del cual el jugador es hincha. Su primer gol lo marcaría en la victoria 2-1 sobre Tigres el 14 de abril por la Copa Colombia 2016. Su primer gol por la Categoría Primera A fue el 7 de noviembre en la victoria como visitantes 3 a 0 sobre el Atlético Huila donde saldría como la figura del partido.

El 19 de diciembre se hace oficial que el club embajador hace efectiva con la opción de compra por Barreto.
Su debut en la Copa Libertadores lo hace el 8 de febrero en la victoria por la mínima frente a Atlético Paranaense entrando al 56 por Harrison Henao, quedarían eliminados por tanta de penales en la segunda fase.

### Río Ave F.C.
El 10 de julio es con firmado como nuevo jugador del Rio Ave Futebol Clube de la Primeira Liga de Portugal cedido por un año al club con opción de compra. Debuta el 7 de agosto en la victoria por la mínima sobre Belenenses, marca su primer gol con el club el 18 de agosto en la victoria 2 a 0 sobre Portimonense, vuelve y marca el 8 de octubre por la Copa de Portugal en el empate a un gol contra Paços de Ferreira.

### Regreso a Millonarios
El 27 de junio se confirma su regreso al fútbol colombiano, volviendo a Millonarios después de su cesión. Debuta el 29 de julio en la victoria 2 por 0 como visitantes en casa de Patriotas dando una asistencia para el primer gol. Vuelve a marcar un gol en el partido de vuelta de la Copa Colombia ante Jaguares de Córdoba firmando el empate que llevaría a la definición desde el punto penal, donde Millonarios saldría victorioso.
El 19 de junio de 2020 se confirma que no será renovado su contrato, por lo que abandona el club luego de dos años.

### Sport Huancayo
El 8 de diciembre de 2020 ficha por el club Sport Huancayo de Perú. Tuvo una temporada regular, logrando anotar 3 goles.

### Unión Comercio
En el 2023 ficha por Unión Comercio de la primera división de Perú siendo titular en la mayoría de partidos de los partidos de la temporada. Logró salvar del descenso al club en la última fecha del torneo. Logró anotar 5 goles en la temporada.
Para el 2024 ficha por la Universidad César Vallejo para afrontar la Liga 1 2024. El club acabó en el puesto 17 de la tabla de la Liga 1 2024 al final de la temporada, por lo que terminó descendiendo a la Liga 2. Fue habitual suplente en el elenco trujillano, jugando en 13 oportunidades y anotando un gol.

## Estadísticas
| Club                             | Div.                | Temporada           | Liga  | Liga  | Liga   | Copa Nacional | Copa Nacional | Copa Nacional | Copa Internacional | Copa Internacional | Copa Internacional | Total | Total | Total  | Prom. · |
| Club                             | Div.                | Temporada           | Part. | Goles | Asist. | Part.         | Goles         | Asist.        | Part.              | Goles              | Asist.             | Part. | Goles | Asist. | Prom. · |
| -------------------------------- | ------------------- | ------------------- | ----- | ----- | ------ | ------------- | ------------- | ------------- | ------------------ | ------------------ | ------------------ | ----- | ----- | ------ | ------- |
| La Equidad · Colombia            | 1.ª                 | 2014                | 22    | 3     | 0      | 11            | 2             | 0             | -                  | -                  | -                  | 33    | 5     | 0      | 0,15    |
| La Equidad · Colombia            | 1.ª                 | 2015                | 31    | 3     | 4      | 8             | 0             | 0             | -                  | -                  | -                  | 39    | 3     | 4      | 0,07    |
| La Equidad · Colombia            | Total               | Total               | 53    | 6     | 4      | 19            | 2             | 0             | 0                  | 0                  | 0                  | 72    | 8     | 4      | 0,11    |
| Millonarios · Colombia           | 1.ª                 | 2016                | 12    | 2     | 1      | 4             | 1             | 0             | -                  | -                  | -                  | 16    | 3     | 1      | 0,23    |
| Millonarios · Colombia           | 1.ª                 | 2017                | 1     | 0     | 0      | 1             | 0             | 0             | 1                  | 0                  | 0                  | 3     | 0     | 0      | 0,0     |
| Millonarios · Colombia           | Total               | Total               | 13    | 2     | 1      | 5             | 1             | 0             | 1                  | 0                  | 0                  | 19    | 3     | 1      | 0,23    |
| Río Ave Portugal                 | 1.ª                 | 2017-18             | 26    | 1     | 0      | 6             | 1             | 2             | -                  | -                  | 0                  | 32    | 2     | 2      | 0,07    |
| Río Ave Portugal                 | Total               | Total               | 26    | 1     | 0      | 6             | 1             | 2             | 0                  | 0                  | 0                  | 32    | 2     | 2      | 0,07    |
| Millonarios · Colombia           | 1.ª                 | 2018                | 12    | 1     | 2      | 6             | 1             | 1             | 1                  | 0                  | 0                  | 19    | 2     | 3      | 0,0     |
| Millonarios · Colombia           | 1.ª                 | 2019                | 20    | 0     | 0      | 6             | 0             | 1             | -                  | -                  | -                  | 26    | 0     | 1      | 0,0     |
| Millonarios · Colombia           | Total               | Total               | 32    | 1     | 2      | 12            | 1             | 2             | 1                  | 0                  | 0                  | 45    | 2     | 4      | 0,0     |
| Sport Huancayo · Perú            | 1.ª                 | 2021                | 21    | 3     | 2      | -             | -             | -             | 8                  | 1                  | 0                  | 29    | 4     | 2      | 0,13    |
| Sport Huancayo · Perú            | Total               | Total               | 21    | 3     | 2      | -             | -             | -             | 8                  | 1                  | 0                  | 29    | 4     | 2      | 0,13    |
| CD Santa Clara Portugal          | 1.ª                 | 2022                | 11    | 0     | 2      | 0             | 0             | 0             | -                  | -                  | -                  | 11    | 0     | 2      | 0,0     |
| CD Santa Clara Portugal          | Total               | Total               | 11    | 0     | 2      | 0             | 0             | 0             | 0                  | 0                  | 0                  | 11    | 0     | 2      | 0,0     |
| Unión Comercio · Perú            | 1.ª                 | 2023                | 33    | 5     | 4      | -             | -             | -             | -                  | -                  | -                  | 33    | 5     | 4      | 0,13    |
| Unión Comercio · Perú            | Total               | Total               | 33    | 5     | 4      | -             | -             | -             | -                  | -                  | -                  | 33    | 5     | 4      | 0,13    |
| Universidad César Vallejo · Perú | 1.ª                 | 2024                | 13    | 1     | 0      | -             | -             | -             | 4                  | 0                  | 0                  | 17    | 0     | 0      | 0,0     |
| Universidad César Vallejo · Perú | Total               | Total               | 13    | 1     | 0      | -             | -             | -             | 4                  | 0                  | 0                  | 17    | 0     | 0      | 0,0     |
| Total en su carrera              | Total en su carrera | Total en su carrera | 202   | 19    | 14     | 41            | 5             | 4             | 14                 | 1                  | 0                  | 257   | 24    | 17     | 0,09    |